# Richard Band
Richard Howard Band és un compositor nord-americà de música de cinema. Ha escrit més de 140 projectes, entre ells From Beyond, que va guanyar el premi a la Millor Banda Sonora Original al XIX Festival Internacional de Cinema Fantàstic de Sitges. Recentment va anotar Exorcism at 60.000 Feet (2020) i Necropolis: Legion (2019).

## Vida i carrera
Va néixer a Los Angeles, Califòrnia. És fill del director/productor de cinema Albert Band, germà del director/distribuïdor Charles Band i oncle del músic Alex Band.
Band ha estat component música de pel·lícula per a pel·lícules de cinema de terror i de ciència-ficció regularment. La seva primera partitura notable va ser per Laserblast, que va compondre conjuntament amb Joel Goldsmith.
La seva partitura per a Re-Animator de Stuart Gordon va ser elogiada per la revista Music From the Movies, que deia: "La música de Band és fosca i directa, creant una atmosfera intensa i inquietant, però sempre amb un toc d'humor... Segurament, Richard Band és, sens dubte, un dels compositors més infravalorats del negoci cinematogràfic."
Va gravar diverses de les pel·lícules posteriors de Gordon, com ara The Pit and the Pendulum i Castle Freak de 1995, aquesta darrera presentava alguns invents. escrivint per a un quartet de cordes. Va ser nominat a un premi Emmy per l'episodi de Gordon Masters of Horror "Dreams in the Witch House".
Des de l'any 2000, Band ha fet menys pel·lícules, tot i que ha gravat molts episodis de programes de televisió com Stargate SG-1, Walker: Texas Ranger. També va desenvolupar la música de campanya per a molts programes a WB, com ara Buffy the Vampire Slayer i Smallville.

## Obres
- The Deep Ones (2020)
- Blade the Iron Cross (2020)
- Exorcism at 60,000 Feet (2020)
- Bunker of Blood: Chapter 8: Butcher's Bake Off: Hell's Kitchen (2019)
- Necropolis: Legion (2019)
- Bull Mountain Lookout (2018) (short)
- Bunker of Blood: Chapter 6: Zombie Lust: Night Flesh (2018) (video)
- Bunker of Blood: Chapter 5: Psycho Sideshow: Demon Freaks (2018) (video)
- Mingua, o Gato Mau (2018) (video)
- Nightmare Cinema (segments "Dead", "Mirari") (2018)
- Puppet Master: The Littlest Reich (2018)
- Ravenwolf Tower (2016) (3 Episodis) Bad Mary, Secrets in the Walls, Bonds of Blood
- Ice Cream (2015)
- Trophy Heads (2014)
- Throwback (2014)
- Unlucky Charms (2013)
- Ooga Booga (2013)
- Puppet Master X: Axis Rising (2012)
- Shiver (2012)
- Eyes Only (2011)
- Evil Bong 3-D: The Wrath of Bong (2011)
- Puppet Master: Axis of Evil (2010)
- Last Remaining Light (2010)
- Angels (2009)
- Safe Haven: The Warsaw Zoo (2009)
- Fortune Teller (2008)
- The Raven (2007)
- Masters of Horror: The Washingtonians (2007)
- Nympha (2007)
- Masters of Horror: Valerie on the Stairs (2006)
- Masters of Horror: Dreams in the Witch-House (2005)
- Beyond Re-Animator (2003)
- Puppet Master: The Legacy (2003)
- The Silvergleam Whistle (2003)
- My Horrible Year (2001)
- Planescape: Torment (1999)
- Curse of the Puppet Master (1998)
- Stargate SG-1 (1998)
- Three (1998)
- Hideous! (1997)
- In The Doghouse (1998)
- Bugs (1996)
- Head of the Family (1996)
- Robo Warriors (1996)
- Shadow of the Knight (1996)
- Zarkorr! The Invader (1996)
- Castle Freak (1995)
- Dragonworld (1995)
- Magic Island (1995)
- Time Warrior: Planet of the Dino-Knights (1995)
- Time Warrior: Journey to the Magic Cavern (1995)
- Time Warrior: The Human Pets (1995)
- Time Warrior: Trapped on Toy World (1995)
- Castles (1994)
- Puppet Master 5: The Final Chapter (1994)
- Shrunken Heads (1994)
- Dollman vs. Demonic Toys (1993]
- Prehysteria! (1993)
- Puppet Master 4 (1993)
- Remote (1993)
- Demonic Toys (1992)
- Doctor Mordrid (1992)
- The Resurrected (1992)
- Seed People (1992)
- Trancers III (1992)
- Trancers II (1991)
- The Pit and the Pendulum (1991)
- Puppet Master III: Toulon's Revenge (1991)
- Silent Night, Deadly Night 4: Initiation (1990)
- Bride of Re-Animator (1990)
- The Arrival (1990)
- Crash and Burn (1990)
- Puppet Master II (1990)
- Shadowzone (1990)
- The Caller (1989)
- Arena (1989)
- Puppet Master (1989)
- Prison (1988)
- Eliminators (1986)
- From Beyond (1986)
- Ghostwarrior (1986)
- TerrorVision (1986)
- Troll (1986)
- Zone Troopers (1986)
- The Dungeonmaster (1985)
- Ghoulies (1985)
- Re-Animator (1985)
- Mutant (1984)
- The House on Sorority Row (1983)
- Metalstorm: The Destruction of Jared-Syn (1983)
- Parasite (1982)
- Time Walker (1982)
- Dr. Heckyl and Mr. Hype (1980)
- The Day Time Ended (1980)
- Laserblast (1978)
- Auditions (1978)